# Mularps kyrka
Mularps kyrka är en kyrkobyggnad som sedan 2010 tillhör Åslebygdens församling (tidigare Mularps församling) i Skara stift. Den ligger i Mularp i östra delen av Falköpings kommun.

## Kyrkobyggnad
Mularps romanska absidkyrka är en av Falbygdens minsta och allra äldsta med ett troligen medeltida västtorn. Långhuset och koret har vitkalkade senmedeltida kryssvalv. Sedan medeltiden har endast sakristia och vapenhus tillkommit. I absidens ena yttervägg sitter ett ursprungligt romanskt fönster som återupptogs vid en restaurering i början av 1900-talet då även altaruppsatsen flyttades och ett medeltida triumfkrucifix återfick sin ursprungliga placering.

## Inventarier
- Kyrkans äldsta föremål är en kistformad lockhäll med runor från 1200-talet.[2]
- Dopfunten från 1100-talet är huggen i ett stycke sandsten och försedd med tömningshål.
- Vid valvet till koret är ett triumfkrucifix från 1300-talet placerat.
- En stående madonnaskulptur i skåp från sent 1400-tal utförd i ek. Figurens höjd 115 cm och skåpets 150 cm. Rikt bemålad.[3]
- Kalk och paten skänktes till kyrkan av Johan Göransson Uggla och hans maka Christina Kefle på 1600-talet.
- Altaruppsatsen i barock, som är skulpterad 1735, är placerad över dörren till sakristian och föreställer den korsfäste Kristus som omges av Aron och Mose.
- Bänkinredningen är oförändrad sedan 1880-talet.

### Klockor
Den campanulaformade lillklockan är av en tidig 1200-talstyp och saknar inskrifter.

## Byggnaden

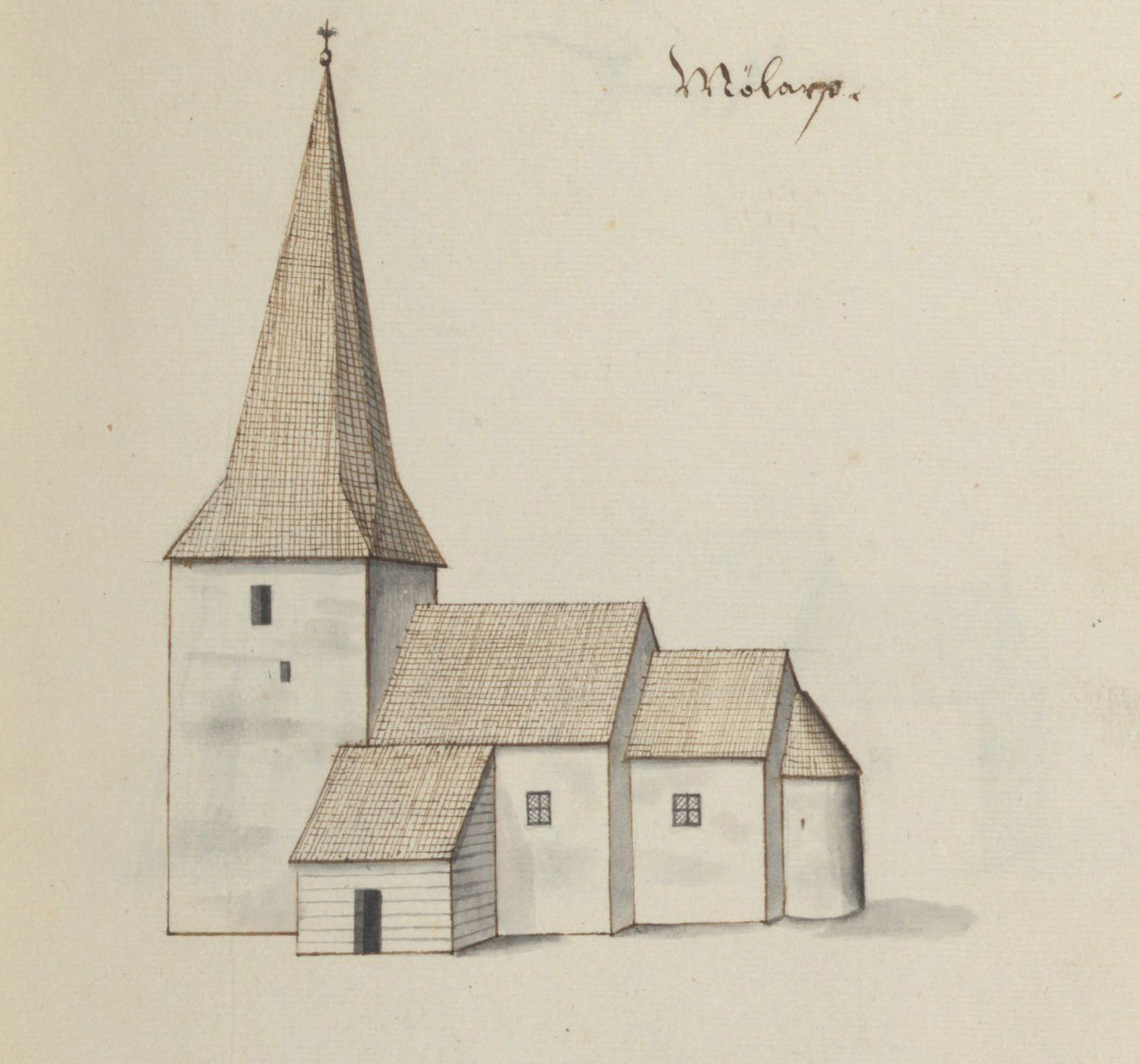
Kyrkan på teckning omkring 1670.
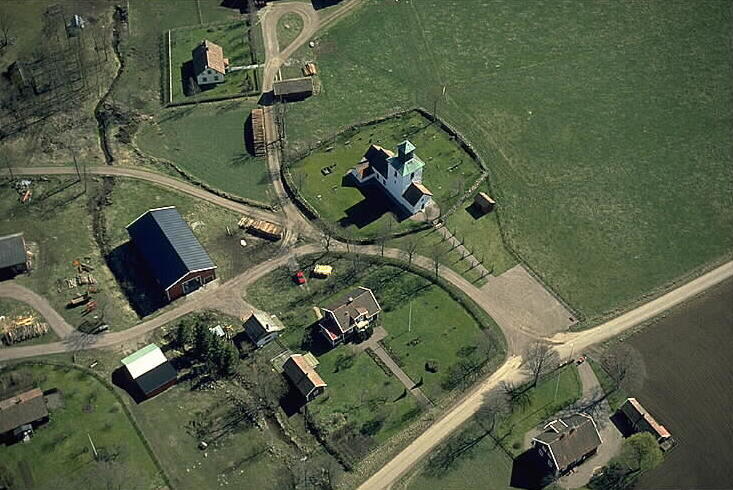
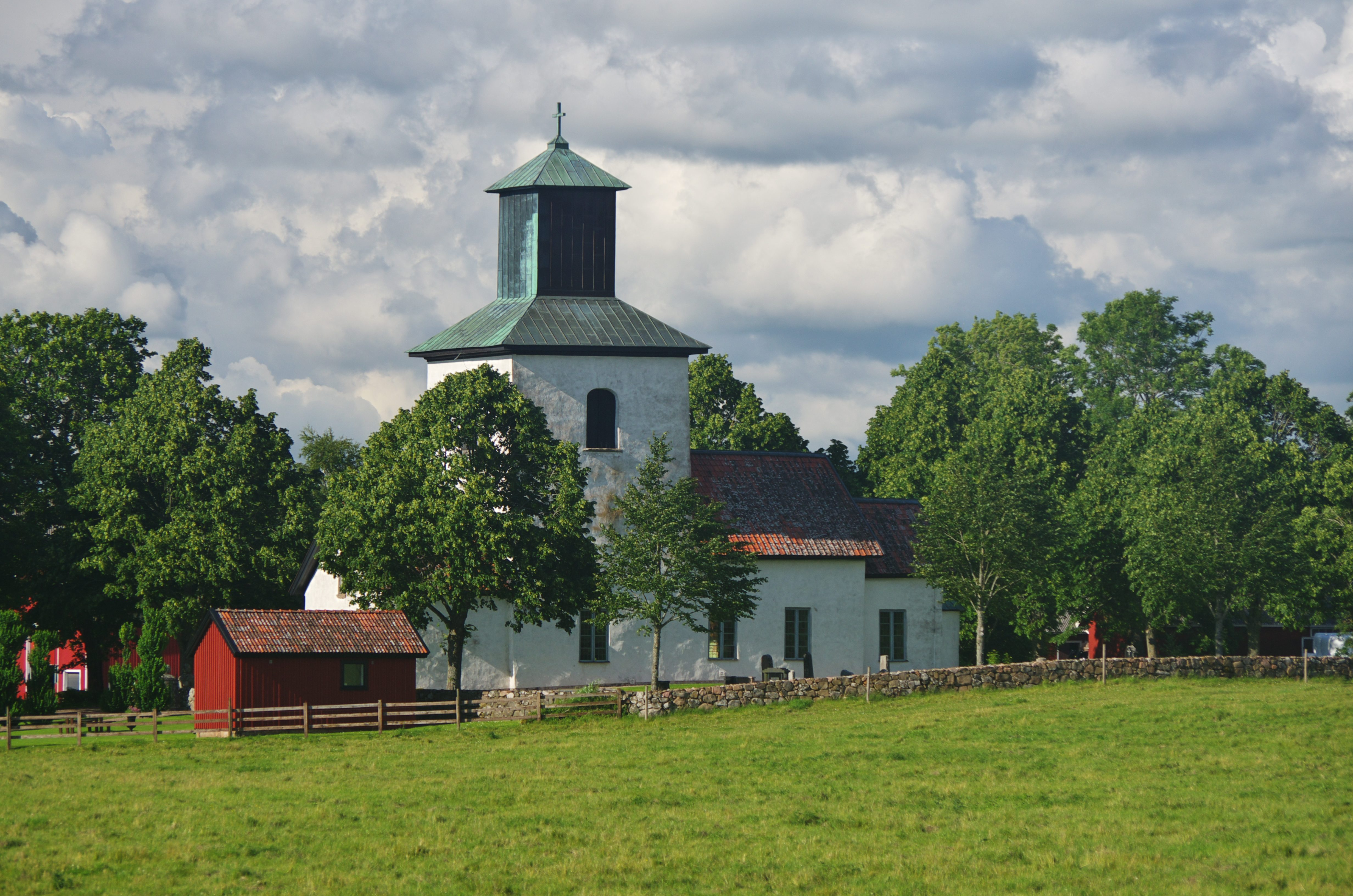
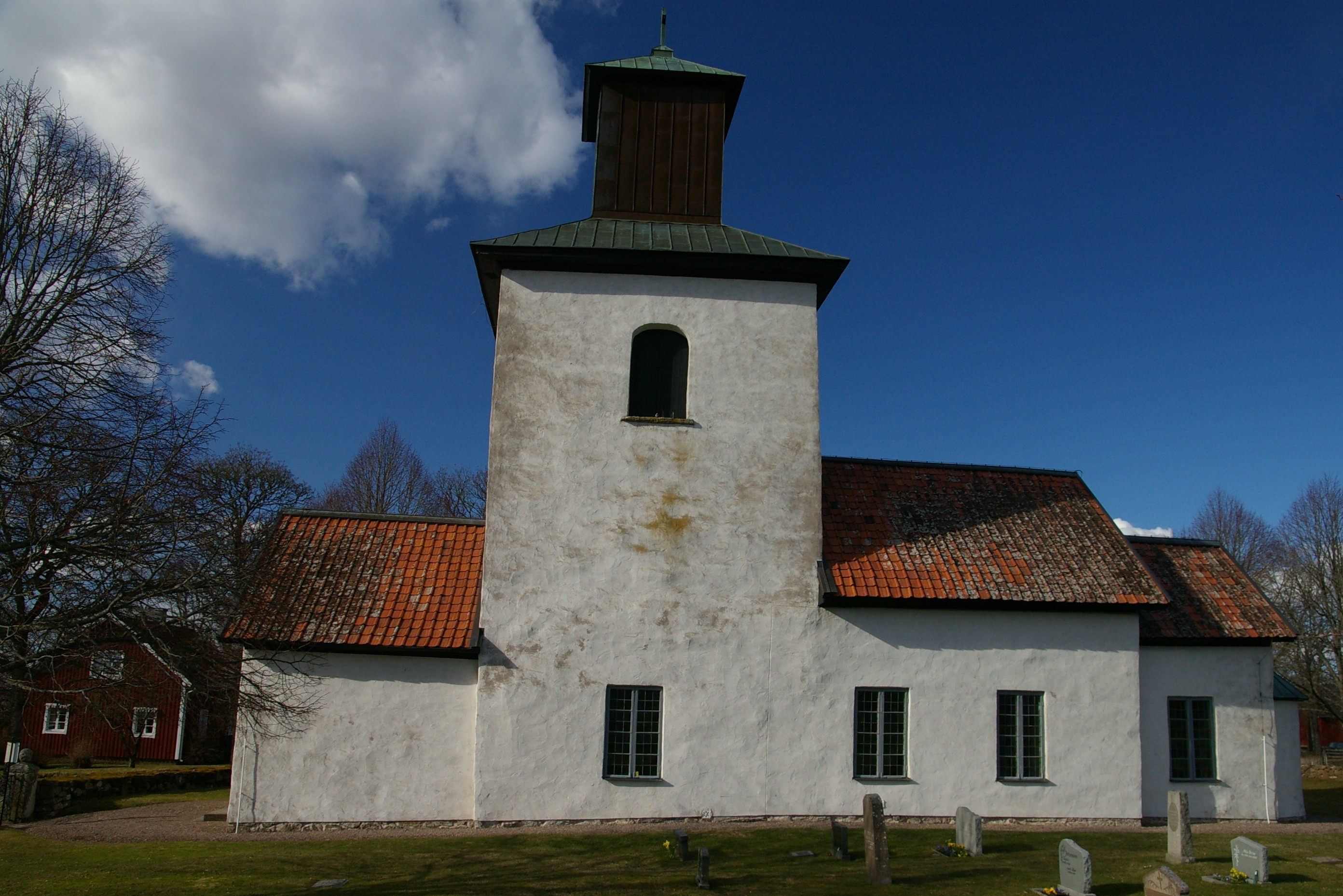
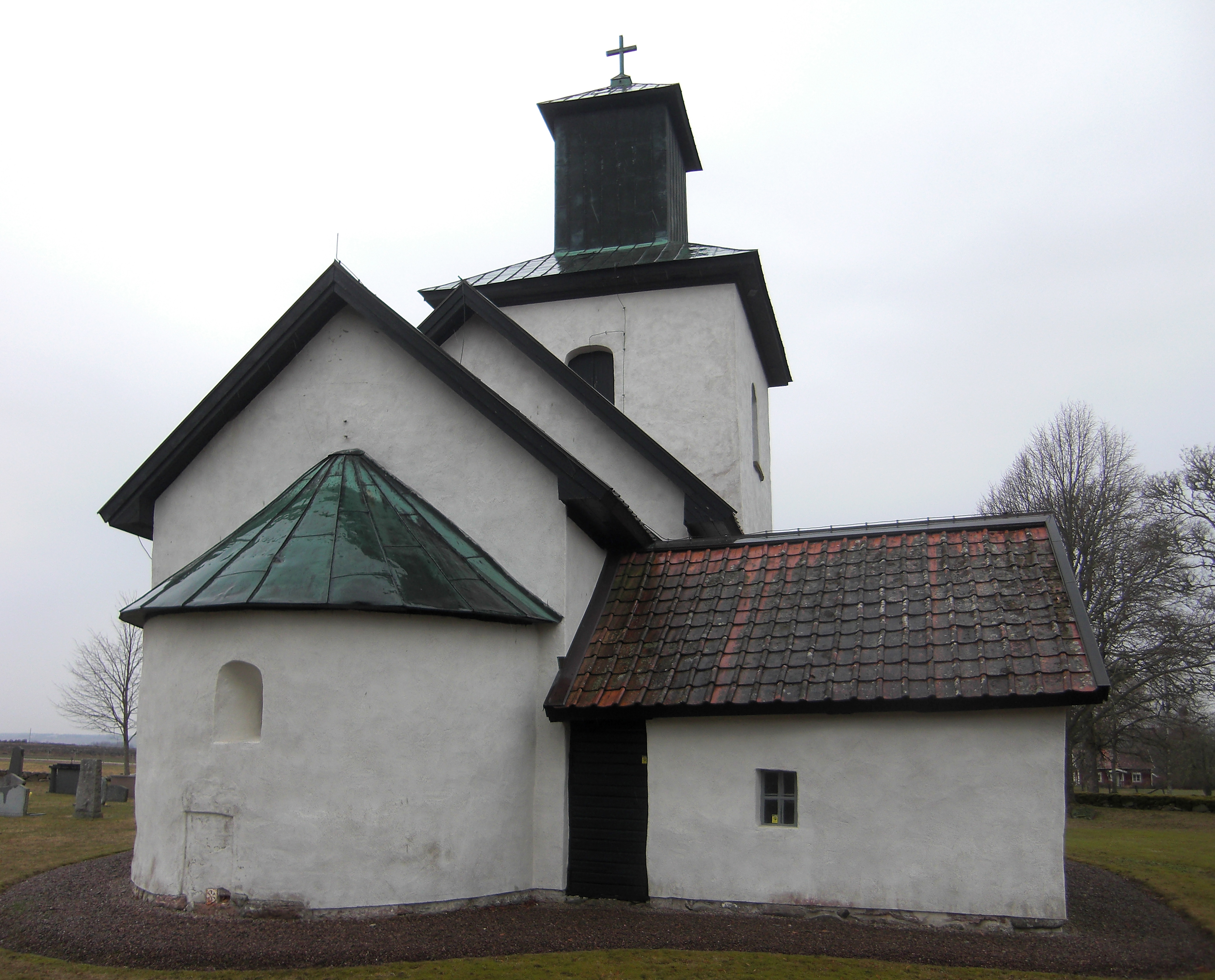
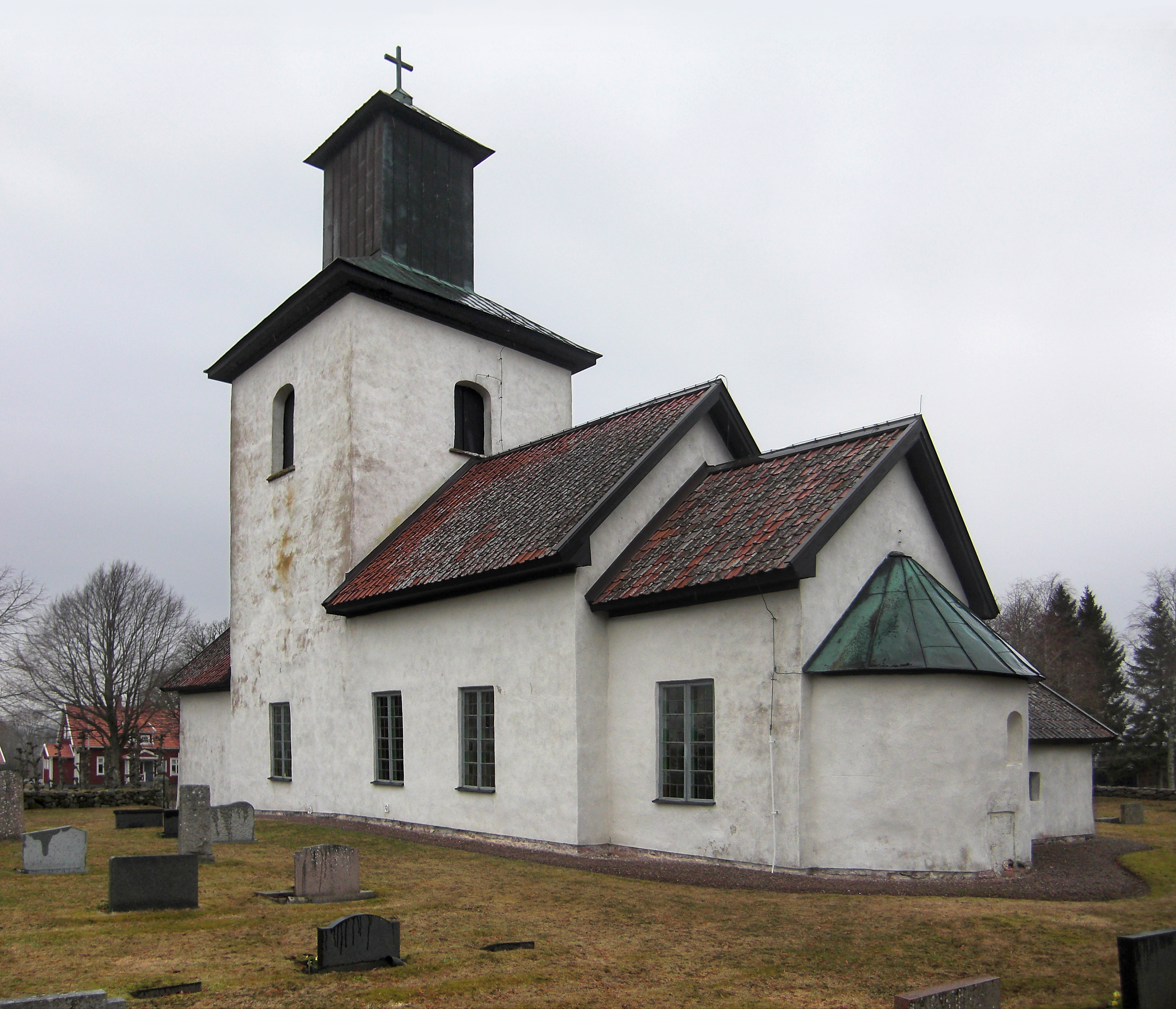
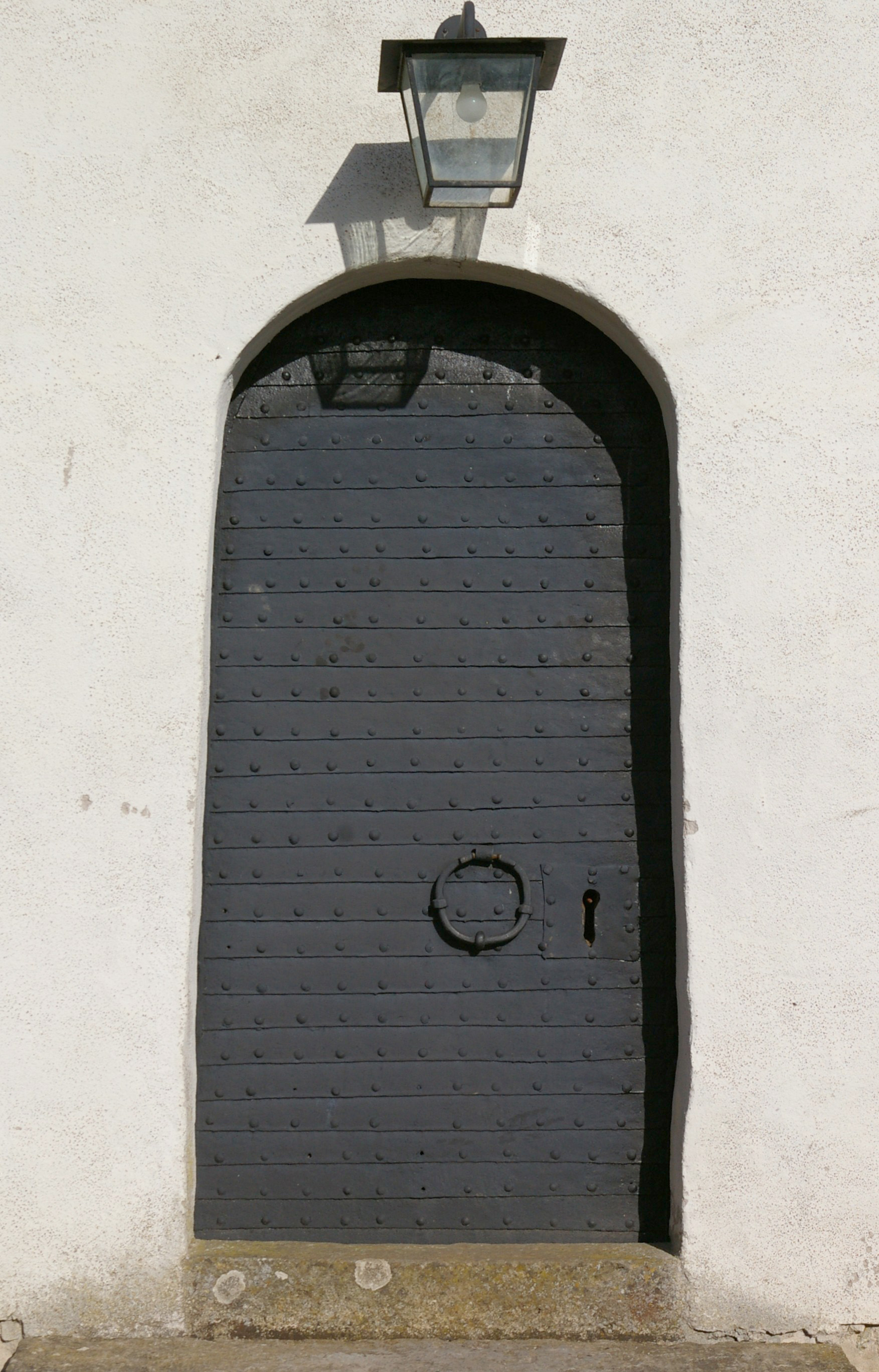
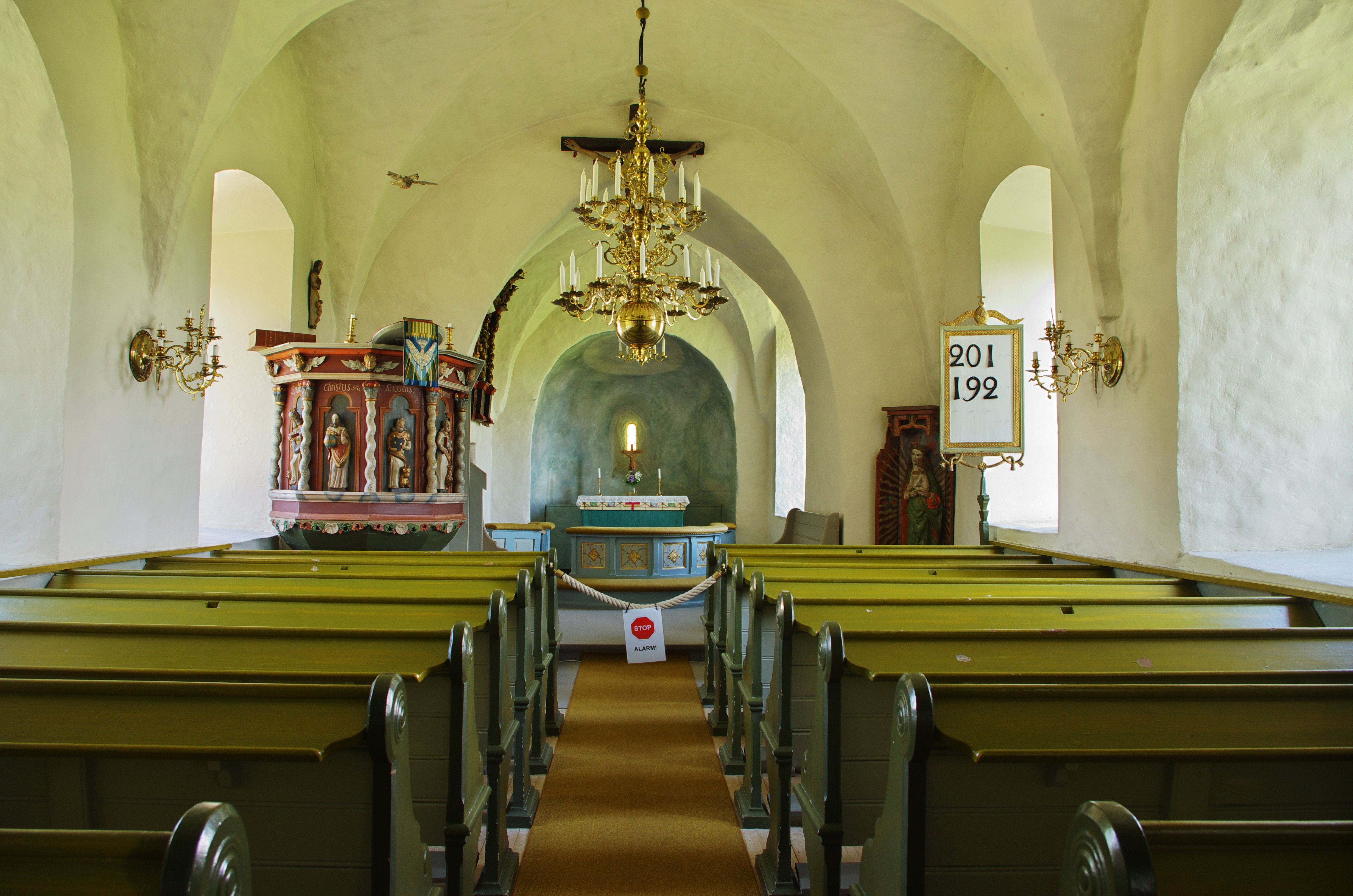
Interiör mot koret.

## Inventarier

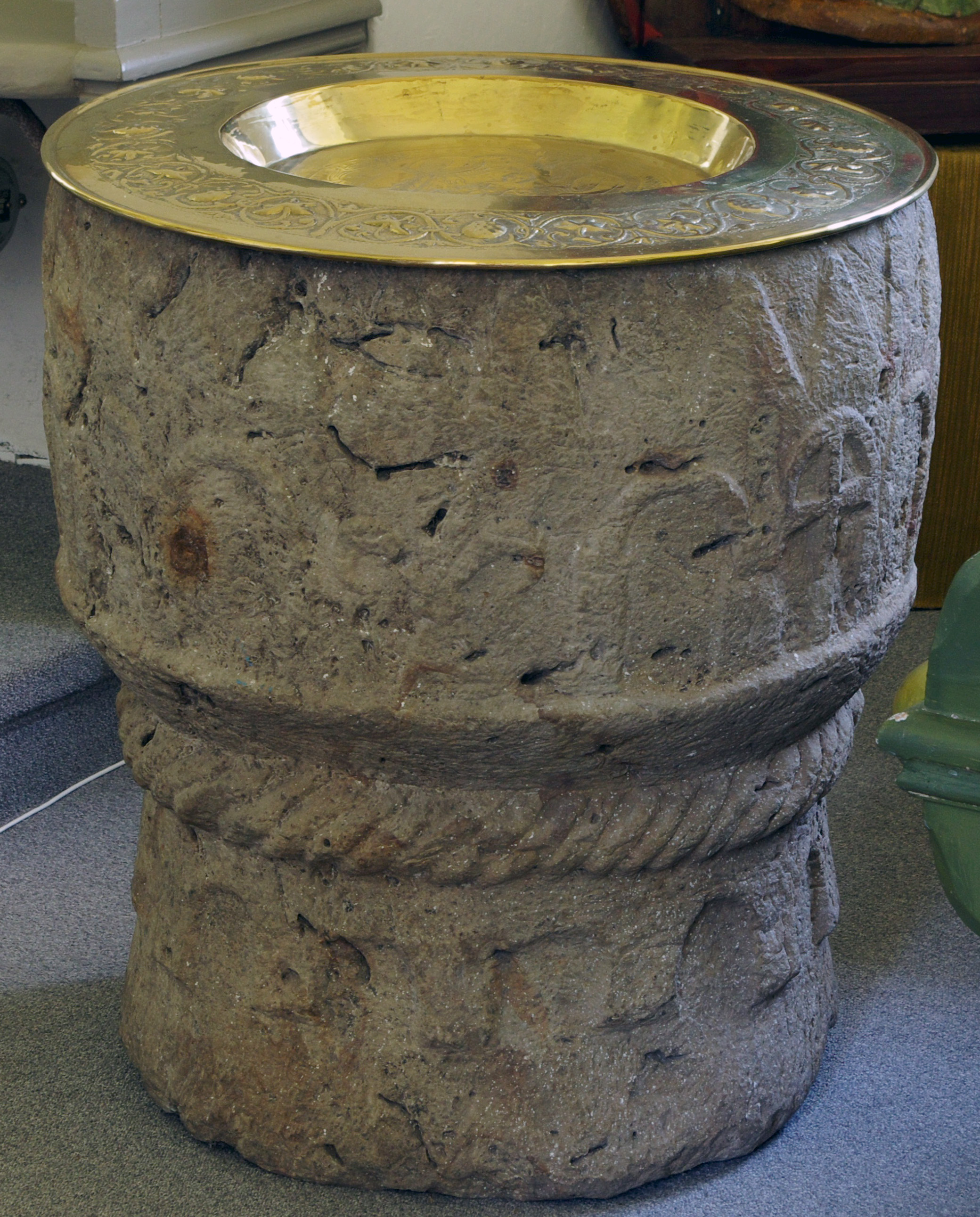
Dopfunten.
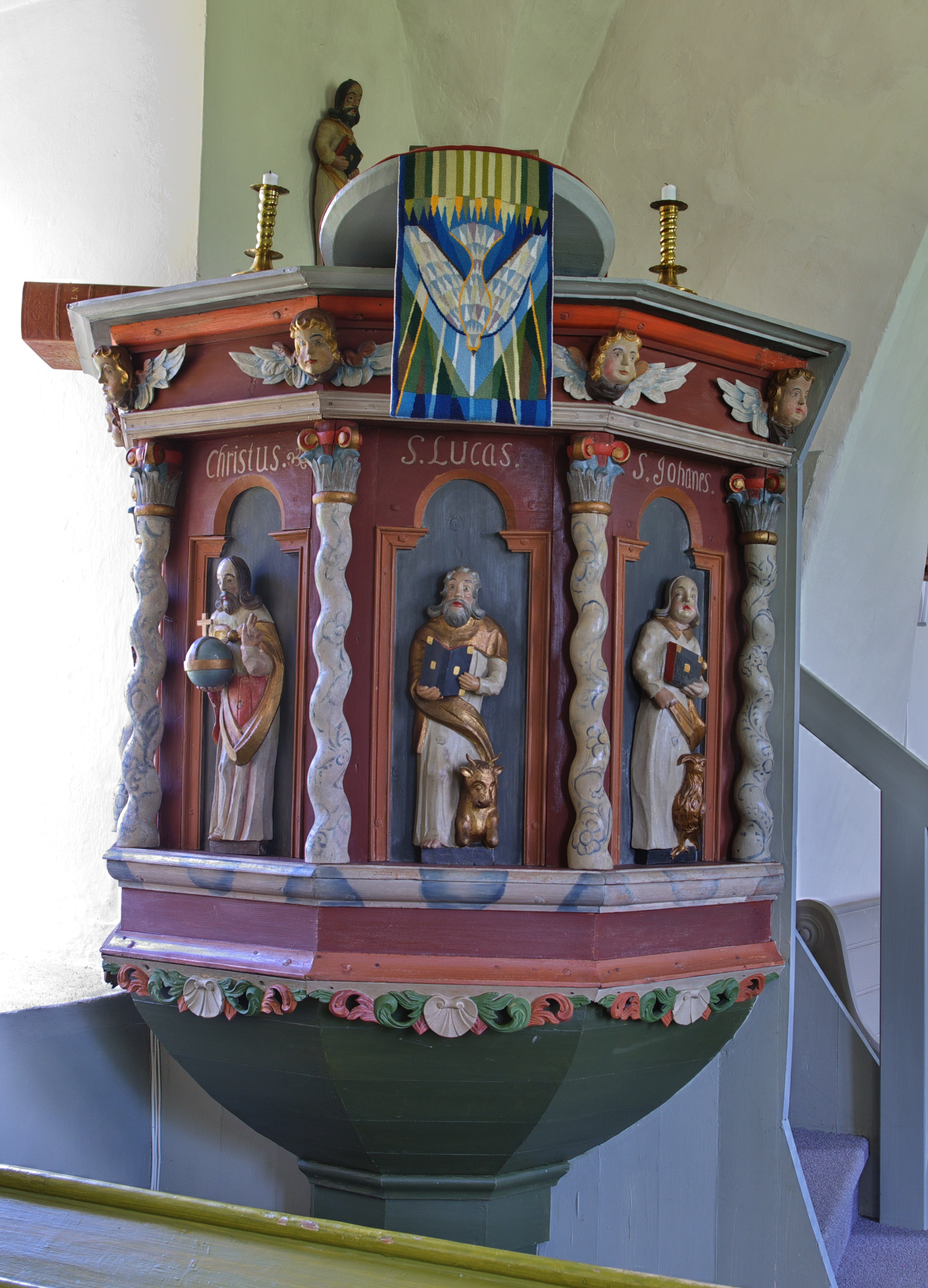
Predikstolen.
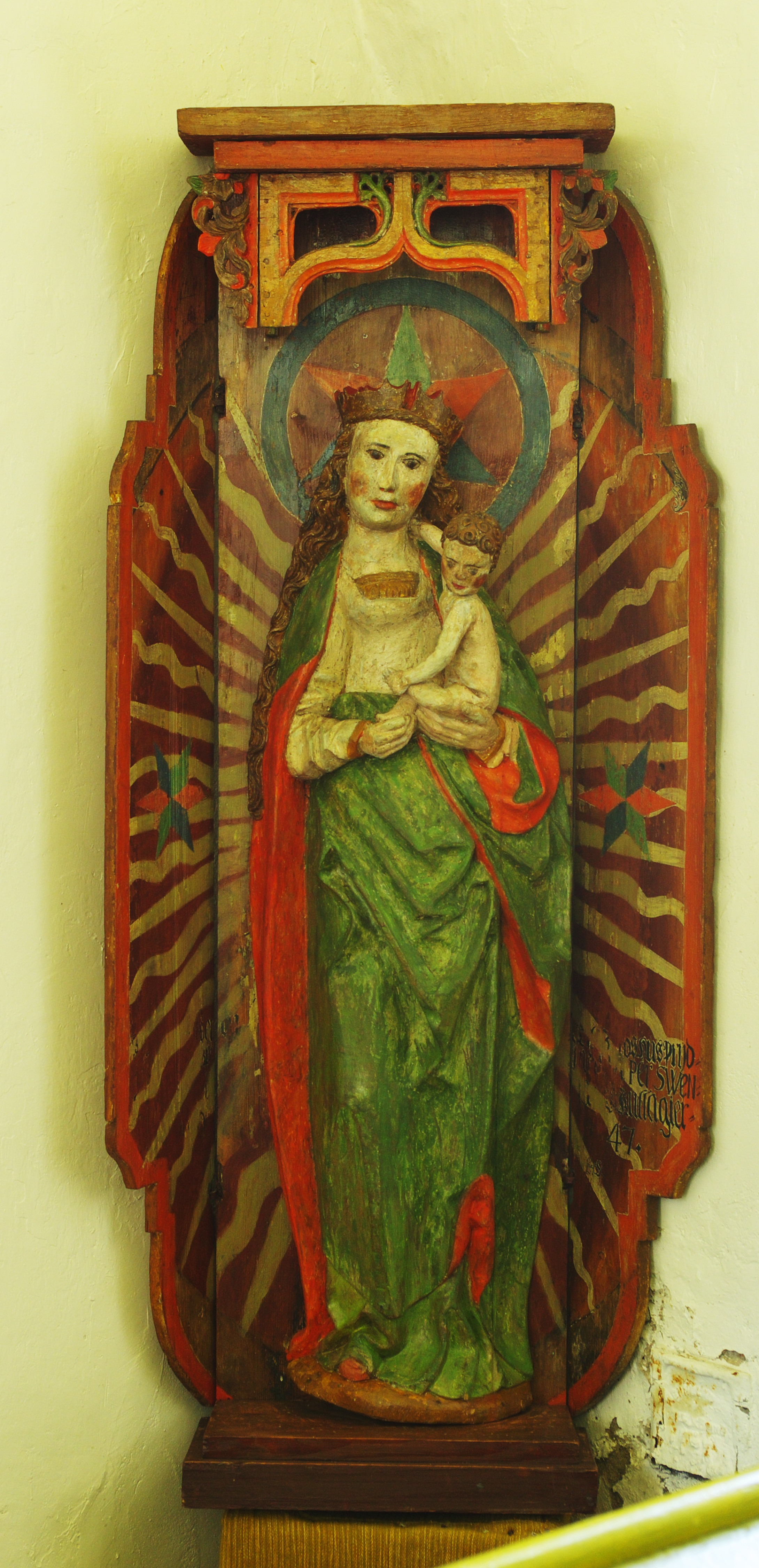
Madonnan.
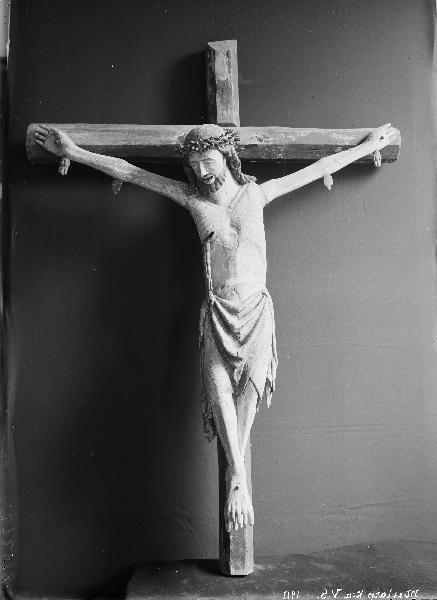
Triumfkrucifixet.
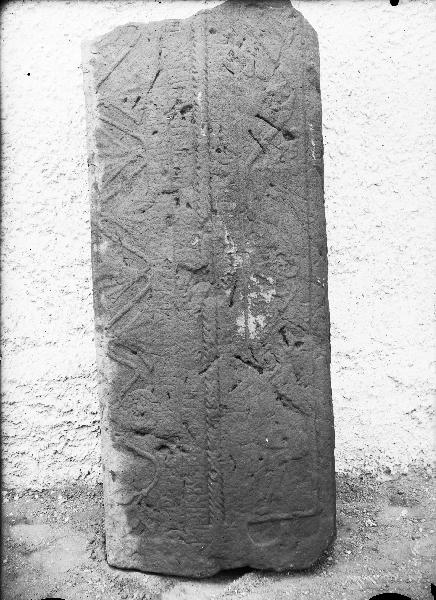
Den kistformade lockhällen.